# Marengo, Iowa
Marengo är administrativ huvudort i Iowa County i Iowa. Vid 2010 års folkräkning hade Marengo 2 528 invånare.